# المسيحية في نيكاراغوا

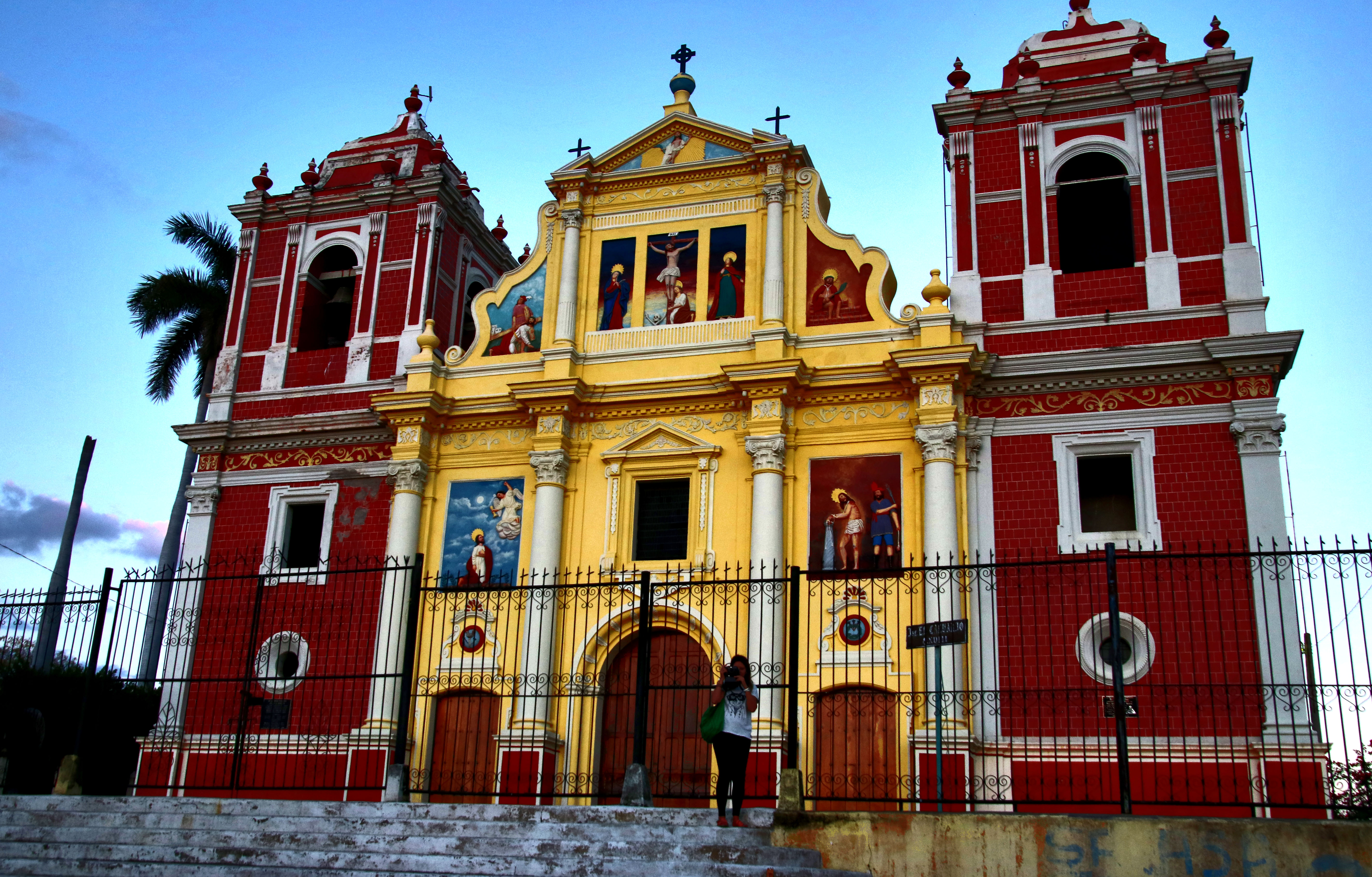
كنيسة كاثوليكية في مدينة ليون.

تُشكل المسيحية في نيكاراغوا أكثر الديانات انتشاراً بين السكان، وتُشكل جزءًا مهمًا من ثقافة البلاد بالإضافة إلى دستورها. إذ يعتنقها 82.6% من السكان حسب تعداد السكان عام 2005؛ ويعتنق 58.5% من سكان نيكاراغوا المسيحية على مذهب الكاثوليكية بينما يشكل البروتستانت 23.2%. تُعد نيكاراغوا بلد ذات تقاليد كاثوليكيَّة هيسبانيَّة، وقد وصلت في القرن السادس عشر مع الغزو الإسباني، وكانت حتى عام 1939 دين الدولة الرسمي. ومنذ عقد 1950 شهدت البلاد زيادة في أعداد أتباع الكنائس الخمسينية على حساب الكنيسة الكاثوليكية. الغالبية العظمى من مسيحيي البلاد من المتدينين حيث أنَّ حوالي 88% من مسيحيي نيكاراغوا يعتبرون للدين أهميَّة في حياتهم.
يلعب الدين جزءًا كبيرًا من ثقافة نيكاراغوا ويتمتع بحماية خاصة في الدستور. تعززت الحرية الدينية والتسامح الديني، التي تم ضمانها منذ عام 1939، من خلال الحكومة والدستور. ليس لنيكاراغوا دين رسمي، ومن المتوقع أن يضفي الأساقفة الكاثوليك سلطتهم على مناسبات الدولة المهمة، ويتم تتبع تصريحاتهم بشأن القضايا الوطنية عن كثب. وكانت تتم دعوتهم للتوسط بين الأطراف المتنازعة في لحظات الأزمة السياسية. في عام 1979، خدم ميغيل ديسكوتو بروكمان، وهو رجل دين كاثوليكي من أتباع لاهوت التحرير، في الحكومة كوزير للخارجية عندما وصل الجبهة الساندينية للتحرير الوطني إلى السلطة. مُنحت الكنيسة الرومانية الكاثوليكية وضعًا قانونيًا مميزًا، ودعمت سلطات الكنيسة عادةً الوضع السياسي الراهن. لم يكن موقف الكنيسة تحدياً خطيراً حتى وصول الرئيس السابق خوسيه سانتوس زيلايا إلى السلطة.

## تاريخ

### الحقبة الاستعمارية

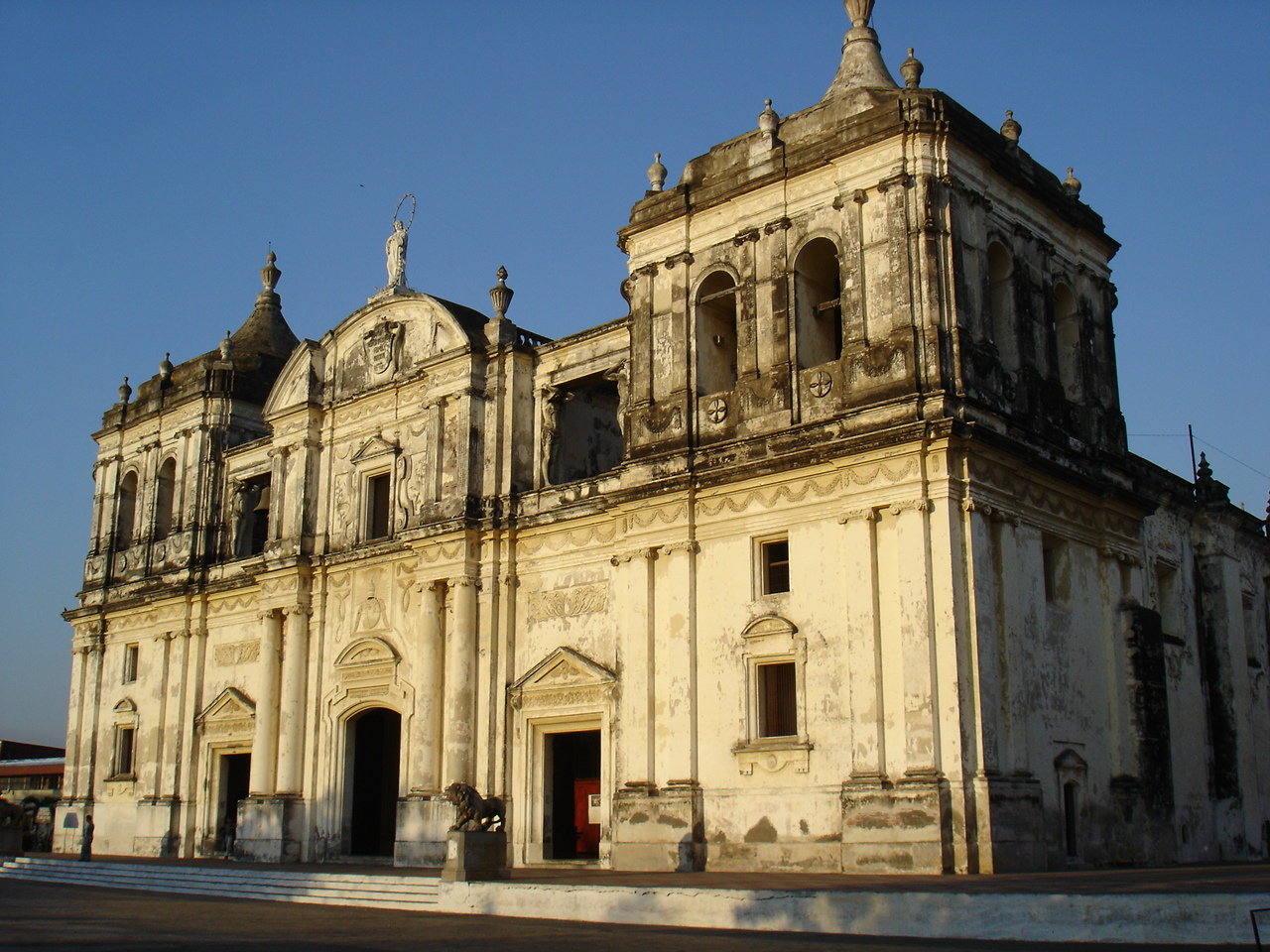
كاتدرائية ليون؛ وهي من مآثر الحقبة الإستعماريَّة وموقع تراث عالمي.

في عام 1502 أصبح كريستوفر كولومبوس خلال رحلته الرابعة أول أوروبي يصل إلى نيكاراغوا حيث أبحر جنوب شرقًا باتجاه برزخ بنما، واكتشف كولومبوس ساحل البعوض المُطل على المحيط الأطلسي ولكنه لم يواجه أي شعب محلي.:33 بعد عشرين عامًا، عاد الإسبان إلى نيكاراغوا، وهذه المرة إلى الجزء الجنوبي الغربي. كانت أول محاولة للاستيلاء على نيكاراغوا من قبل الفاتح جيل غونزاليس دافيلا، والذي وصل إلى بنما في يناير من عام 1520. وحاول الإسبان تحويل القبائل إلى المسيحية. وبدأ التبشير في نيكاراغوا بعد وقت قصير من الغزو الإسباني، في عام 1532 عُيّن أول أسقف في نيكارغوا. تزامن دخول البعثات التبشيريَّة الكاثوليكيَّة في نيكاراغوا مع اكتشاف المنطقة في القرن الخامس عشر. فقد وصل إليها المرسلون والمبشرّون غداة اكتشافها. وكانت الجمعيات الرهبانية مثل الدومنيكان والفرنسيسكان واليسوعيون وغيرهم أول وصل للهذه القارة لهذا العمل. كان اليسوعيون القادة في العمل التبشيري في الفترة الإستعمارية، والذي استمر حتى عام 1820.
وصل المذهب الكاثوليكي إلى نيكاراغوا مع كريستوفر كولومبوس، ووصل أول قس مع المستكشف جيل غونزاليس دافيلا في عام 1522، وفي عام 1524 تم إنشاء أول كنيسة فرنسيسكانية في غرناطة (جرينادا). وتم تعيين أول أسقف لمقاطعة نيكاراغوا في عام 1527. ومع ذلك، تُوفي بيدرو دي زونيغا في قادس قبل أن ينطلق إلى نيكاراغوا وخلفه دييغو ألفاريز دي أوسوريو، الذي نُصب على الأسقفية في ليون عام 1532. زار بارتولومي دي لاس كاساس نيكاراغوا لأول مرة في عام 1530 وعاد في عام 1532 مع أربعة رهبان دومينيكيين آخرين لتأسيس دير سان بابلو بناءً على طلب الأسقف أوسوريو. خلال الفترة الاستعمارية، استقر اليسوعيون أيضًا في نيكاراغوا، وأنجزوا الكثير من العمل التبشيري خلال القرن الثامن عشر.
كان هناك نمو ملحوظ للكنيسة بحلول منتصف القرن السابع عشر، على الرغم من تنوع اللغات الهندية، وتدخل الحكومة، والمنافسة بين الرهبانيات الدينية. وقد مارست الكنيسة الكاثوليكية سلطة سياسية كبيرة أثناء الحكم الاستعماري الأوروبي في البلاد، حيث سيطرت الكنيسة على التعليم والمستشفيات وامتلكت ضيعات شاسعة المساحة، وممتلكات غيرها. كانت الكنيسة الكاثوليكية مؤسسة متميزة حتى منتصف القرن التاسع عشر، حيث كانت الكنيسة الوحيدة المسموح بها في العهد الإستعماري.
ظلت نيكاراغوا جزءًا من القيادة العامة لغواتيمالا حتى عام 1821، عندما أصبحت مع بقية مقاطعات أمريكا الوسطى (باستثناء مقاطعة تشياباس، التي تم ضمها إلى المكسيك)، مستقلة وانضمت إلى المقاطعات المتحدة لأمريكا الوسطى. في عام 1836 تم حل هذا الاتحاد، وبعد تقلبات عديدة، أصبحت نيكاراغوا جمهورية مستقلة في عام 1845.

### الاستقلال والعصور الحديثة

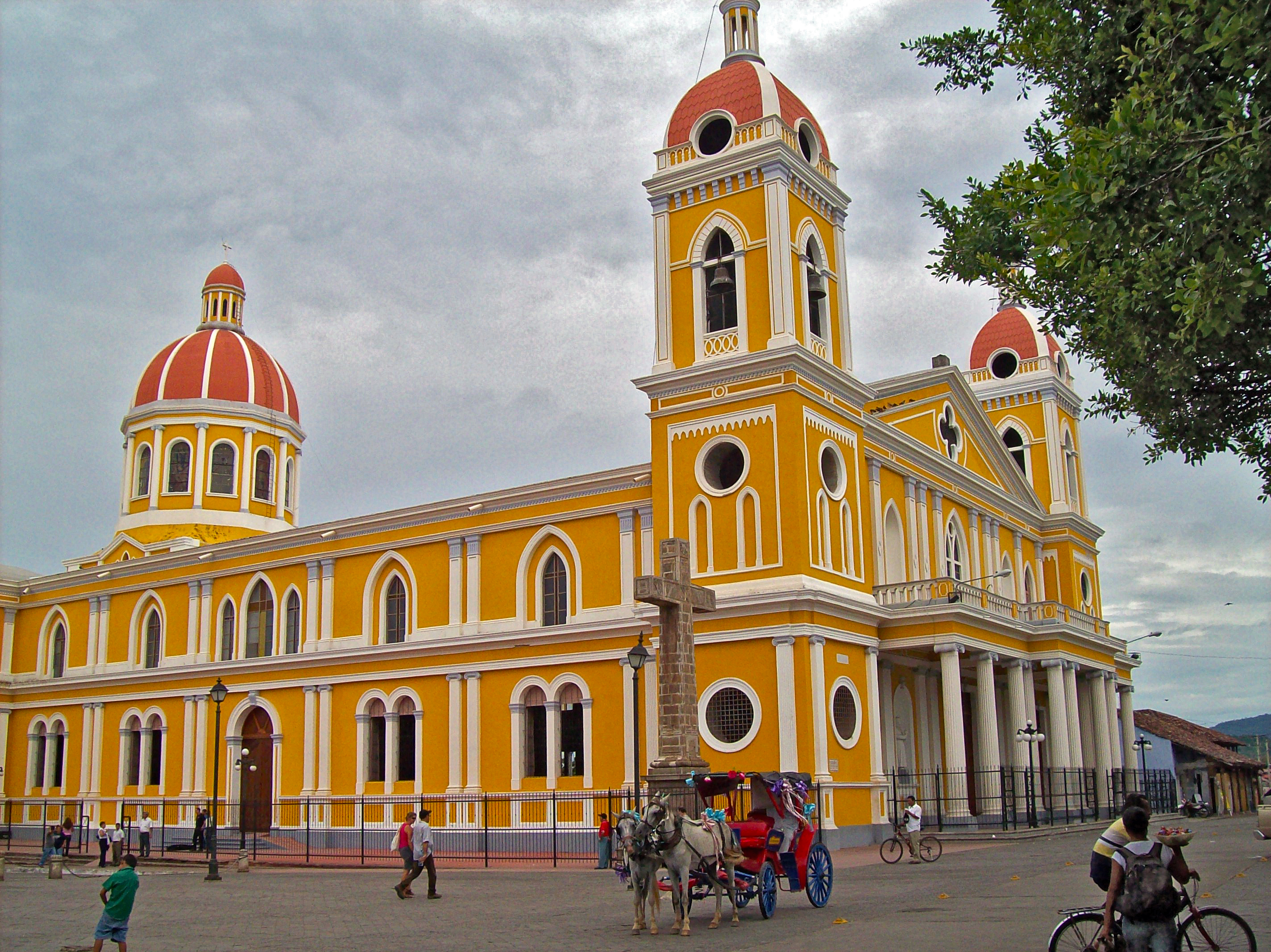
كنيسة الحبل بلاد دنس في جرينادا.

منذ عام 1823 اكتسب الليبراليون السلطة عن طريق قمع عنيف للمحافظين، ومع ذلك واصلت الكنيسة الكاثوليكية تحالفها مع المحافظين. بعدما أصبحت نيكاراغوا جمهورية مستقلة وذلك في عام 1838، كثفت الإرساليات التبشيريَّة عملها في الساحل الأطلسي. خلال الأربعينيات والثمانينيات من القرن التاسع عشر، تنافس الليبراليون والمحافظون على السلطة المطلقة على الدولة؛ وعزز المحافظون قوتهم في عام 1856. خلال الصراع على السلطة حافظت الكنيسة الكاثوليكية حافظت على علاقات دافئة مع المحافظين، في المقابل في عام 1862 وقع الكرسي الرسولي كونكورداتو من قبل حكومة المحافظين، وأعطى الكونكروداتو الحكومة الحق في ترشيح مسئولي الكنيسة، ولكن في المقابل كانت الدولة تدعم ماليًا الكنيسة الكاثوليكية. في انتخابات عام 1893 خسر المحافظون ووصل الليبراليين إلى السلطة من خلال الرئيس خوسيه سانتوس زيلايا. وضع زيلايا دستورًا جديدًا يدعو إلى الفصل بين الكنيسة والدولة وتأميم ممتلكات الكنيسة، بالإضافة إلى إنهاء الإتفاق مع الكرسي الرسولي، وتثبيت التعليم العلماني والزواج المدني.
في عام 1909 أجبر خوسيه سانتوس زيلايا على التنحي عن السلطة وعاد المحافظون لتعزيز قوتهم ووضعوا دستورًا جديدًا في عام 1912 والذي أعاد تأكيد امتيازات الكنيسة الكاثوليكية. في منتصف عقد 1920 حاول ثوري، يدعى بأوغستو سيزار ساندينو، ربط نيكاراغوا المثل البلشفية. وكانت الكنيسة الكاثوليكيَّة تعارض ساندينو بسبب علاقته بالحكومة المكسيكية بين الأعوام 1926 حتى 1929، والتي مارست سياسة معادية للكنيسة ورجال الدين آنذاك.

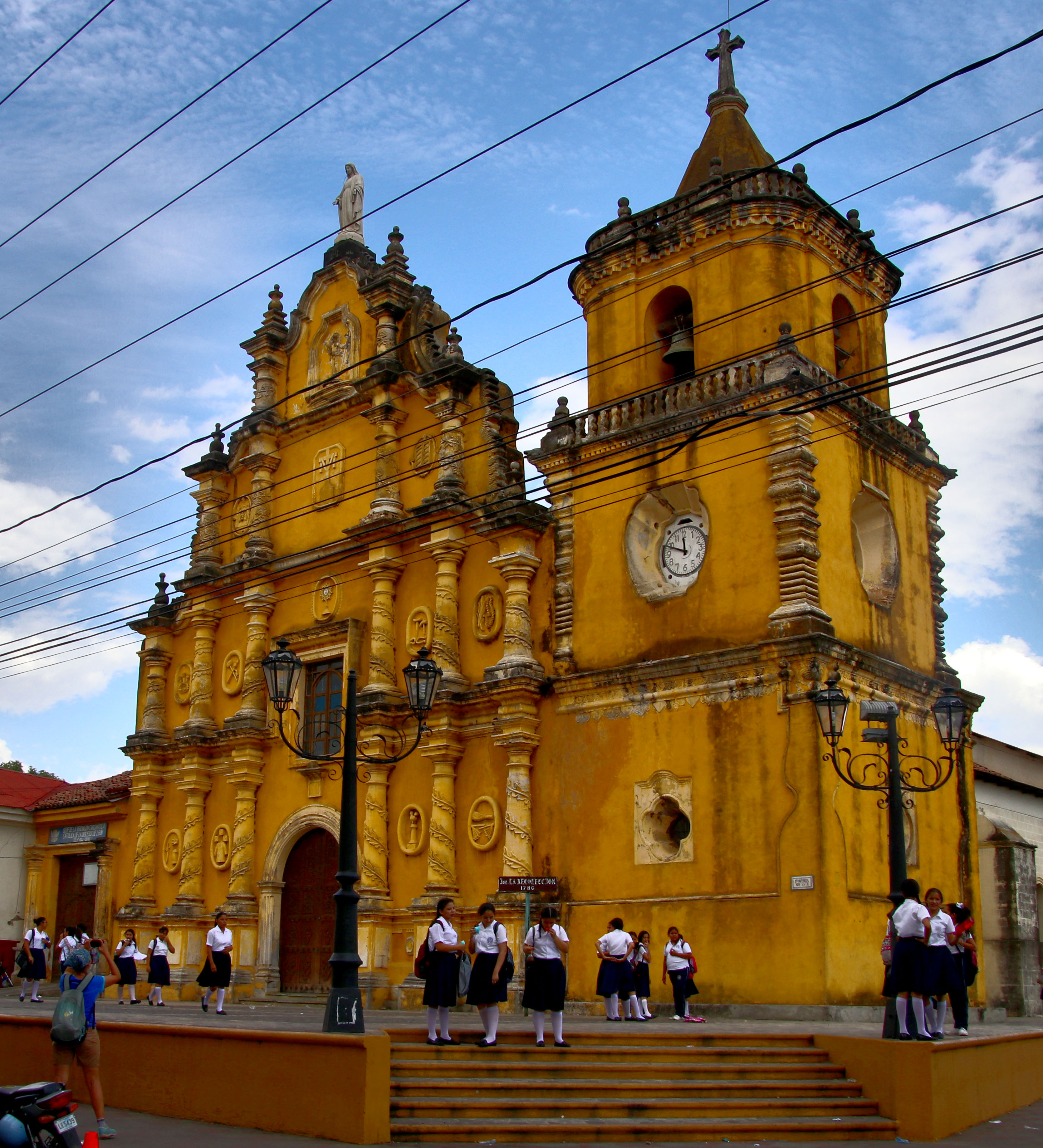
كنيسة لا ريكوليسيون في مدينة ليون.

دخلت البروتستانتية على طول ساحل المحيط الأطلسي في منتصف القرن التاسع عشر من قبل الإنجليز القادمين من جامايكا. ولم يبدأ المبشرون الكاثوليك في هذا المجال في هذه المنطقة حتى القرن العشرين. اخترقت الطوائف البروتستانتية منطقة المحيط الهادئ بعد الحرب العالمية الأولى وزادت من أنشطتها التبشيرية بعد الحرب العالمية الثانية. كانت المجموعات الأكثر نشاطًا هي المعمدانيون والإنجيليون والسبتيون والمورمون والأنجليكان والمورافيون.
منذ أوائل عقد 1900 كانت الغالبيَّة العظمى من النيكاراغويين اسميًا مسيحيين على مذهب الرومانيَّة الكاثوليكيَّة. ولم يكن لدى الكثيرين سوى القليل من الإتصال مع كنيستهم، ومع ذلك فإن الأقلية البروتستانتية في البلاد آخذت في التوسع بسرعة. وبقيت الكنيسة الرومانية الكاثوليكية الدين الرسمي في نيكاراغوا حتى عام 1939. ومنحت الكنيسة الكاثوليكية مركزًا قانونيًا متميزًا، وكانت السلطات الكنسيَّة تؤيد عادًة الوضع السياسي الراهن. ولم يتغير موقف الكنيسة إلا بعد وصول الرئيس السابق خوسيه سانتوس زيلايا إلى السلطة في عام 1893. وقد نصت الدساتير النيكاراغوية على علمانية الدولة وكفلت حرية الدين منذ عام 1939، ولكن احتفظت الكنيسة الرومانية الكاثوليكية بوضع خاص في المجتمع النيكاراغوي. حيث من المتوقع أن يمنح الأساقفة سلطتهم في المناسبات الهامة للدولة، وتتبع عن كثب تصريحاتهم بشأن القضايا الوطنيَّة. ويمكن أيضَا أن يطلب منهم التوسط بين الأطراف المتنازعة خلال الأزمات السياسيَّة.
بسبب الهجرة المسيحية من الشرق الأوسط إلى الأمريكيتين هناك وجود ملحوظ لأتباع الكنائس المسيحية الشرقية وهناك جالية مسيحية عربية مندمجة بشكل كبير في المجتمع؛ وأغلبهم مسيحيين فلسطينيين ويعملون خاصًة في التجارة والصيرفَة. يعود أصول الغالبية الساحقة من العرب المسيحيون في نيكاراغوا أساسًا إلى ما هو الآن بلاد الشام، والغالبية العظمى منهم أتباع الكنائس المسيحية الشرقية والكنيسة الرومانية الكاثوليكية. كثيرًا ما يطلق على العرب مصطلح توركوس ويرجع ذلك إلى حقيقة أن العديد من الدول العربية كانت تحت سيطرة الدولة العثمانية في الوقت الذي بدأت فيه موجة الهجرة الكبيرة، ودخل معظم العرب الشوام إلى البلاد مع هويات عثمانية وكان قد هرب الكثير من العرب الشوام خاصًة المسيحيين منهم من سياسة التي اتبعتها العثمانيين. وازدادت هجرة المسيحيين الفلسطينيين إلى نيكاراغوا بعد عام 1948 وتأسيس دولة إسرائيل والذين فروا أو طردوا أثناء حرب 1948، وتعود أصول معظمهم إلى مدينة رام الله والقدس وبيت لحم وبيت جالا وبيت ساحور.

### الثورة الساندينية حتى الوضع الحالي

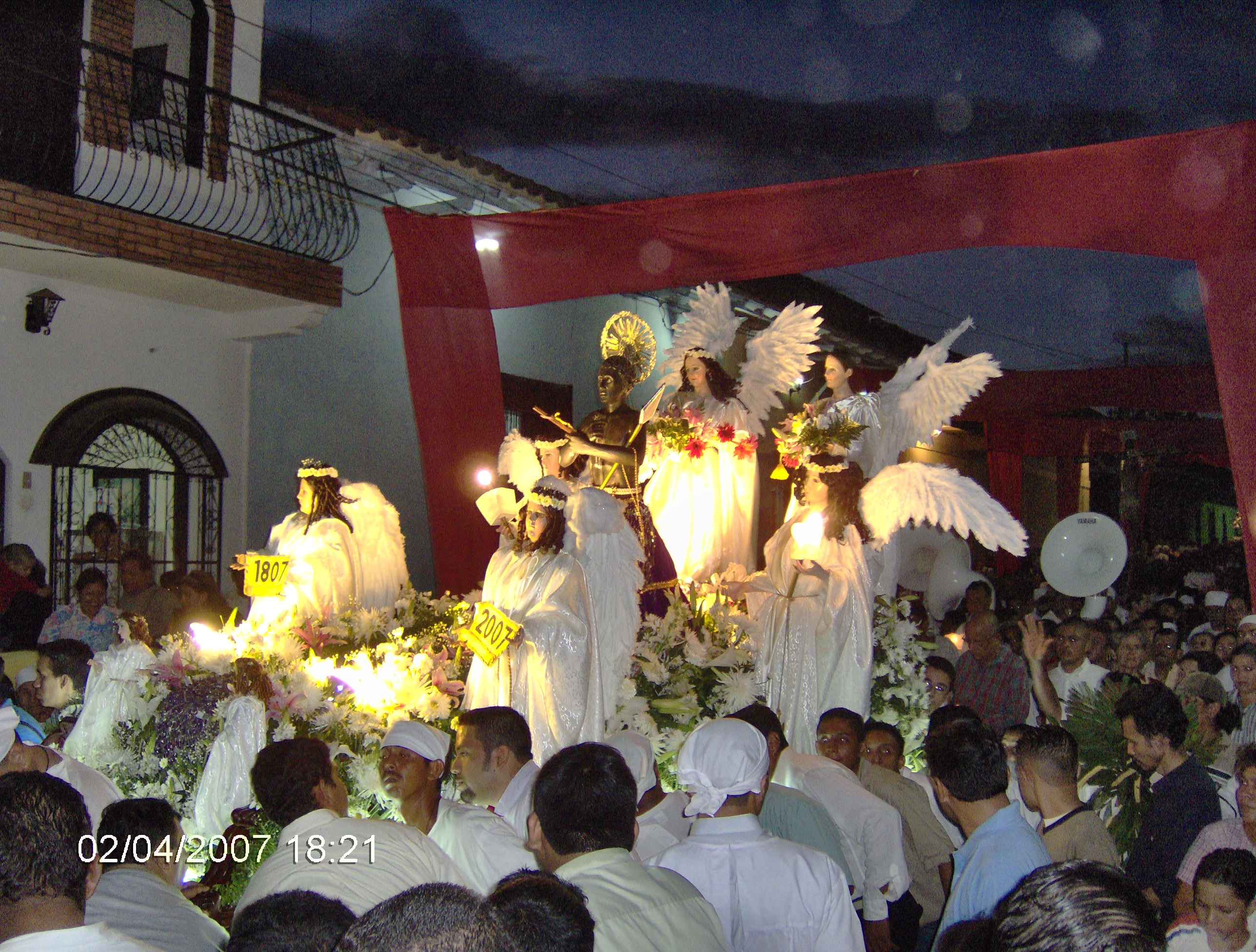
موكب أسبوع الآلام في ماناغوا.

في عام 1938 وصل أناستاسيو سوموزا إلى السلطة، والذي أصبح ديكتاتور لمدة 22 عاماً. في النصف الثاني من القرن العشرين، دعم بعض قادة الكنيسة الماركسية كنوع من الثورات خاصًة ضد الحاكم أناستازيو سوموزا غارسيا وابنائه، كما في غيرها من أمريكا الجنوبية، ودعموا لاهوت التحرير. منهم ارنستو الكاردينال وأحد قادة الجبهة الساندينية للتحرير الوطني. في عام 1960، أسس اليسوعيون جامعة أمريكا الوسطة في مدينة ماناغوا، لتكون أول جامعة كاثوليكية خاصة في أمريكا الوسطى. اقترنت سنوات السبعينات والثمانينات من القرن العشرين بالصراع السياسي. وبفضل روح التجديد الليبرالي التي اجتاحت الكاثوليكية في أمريكا اللاتينية، حاول جيل جديد من مسؤولي الكنيسة الرومانية الكاثوليكية النيكاراغوية والناشطين العلمانيين جعل الكنيسة الرومانية الكاثوليكية أكثر ديمقراطية وأكثر دونية في مخاوفها، وأكثر حساسية لمحنة الأغلبية الفقيرة. وقد استلهم العديد أفكارهم من المذاهب الراديكالية من لاهوت التحرير. في السبعينيات من القرن العشرين قام الكهنة والراهبات والعاملون الملتزمون بالتغيير الاجتماعي من خلال تنظيم مشاريع التنمية المجتمعية وبرامج التعليم، خصوصًا بعد عام 1972 حيث تم استقطاب رجال الدين الكاثوليك والناشطين على نحو متزايد في الحركة المعارضة لنظام أناستاسيو سوموزا ديبايل. وقد أقام كثير منهم صلات مع الجبهة الساندينية للتحرير الوطني، والتي كانت متقبلة جدًا للتطرف الروماني الكاثوليكي وقادت التمرد الذي أطاح بالدكتاتور في النهاية.

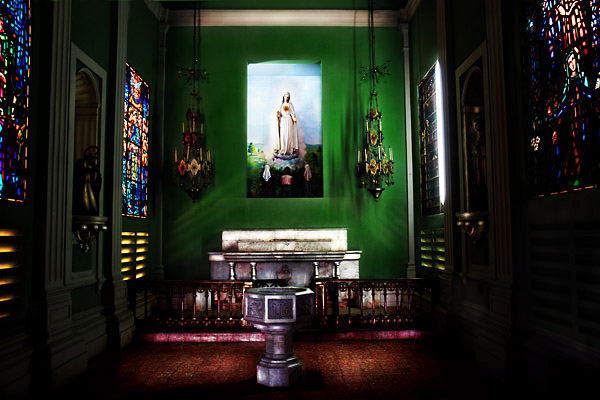
كنيسة كاثوليكية في نيكاراغوا.

أدَّت العلاقات الوثيقة بين الساندينيين والكاثوليك إلى توترات داخل الكنيسة الكاثوليكية بين التسلسل الهرمي الكاثوليكي والجبهة الساندينية. واتهم الأساقفة بقيادة الكاردينال ميغيل أوباندو ي برافو، الساندينيستيين ومؤيديهم من الكاثوليك الرومانيين في محاولة تقسيم الكنيسة عن طريق إنشاء كنيسة شعبية منفصلة من مجلس الأساقفة. شجب البابا يوحنا بولس الثاني تصرفات عدد واسع من الأنظمة التي كانت تنتهك حقوق الإنسان ومنها النظام القائم في نيكاراغوا، وخلال زيارته نيكاراغوا عام 1983 أدان البابا «الكنيسة الشعبية» في محاولة لتحويل الكنيسة نحو لامركزية إدارية واسعة ومحاولة تقارب من أنظمة يسارية، وقال بأنه على رجال الدين الكاثوليك إبداء الطاعة للكرسي الرسولي.
في عام 1979 سقط نظام أسرة سوموزا، وفي الوقت الذي تركت فيه الجبهة الساندينية للتحرير الوطني السلطة في عام 1990، كانت العلاقات بين الكنيسة والدولة أكثر سلاسة مما كانت عليه في أوائل الثمانينيات ومنتصف الثمانينيات، ويرجع ذلك جزئيًا إلى أن حرب كونترا والتي كثفت الصراع على الدين، آخذت في التراجع. دعم بعض الكاثوليك المتطرفين الساندينيين في السنوات منذ السبعينات وظلوا موالين لهم، لكن ظلَّ تأثيرهم خارج الجبهة الساندينية للتحرير الوطني وعدد قليل من مراكز التفكير الدينية محدودًا. وانخفض عدد هيئات قاعدة المجتمعات المسيحية الكاثوليكية النشطين في أوائل الثمانينيات ولم تسترد نفوذها أبدًا، ويرجع ذلك جزئيًا إلى أن الأساقفة الكاثوليك قد حدوا بشكل منهجي الأنشطة التي قام بها رجال الدين المؤيدون للجبهة الساندينية للتحرير الوطني. واصلت الكنائس الخمسينية نموها السريع بين الفقراء. وبحلول أوائل التسعينات، كانت الأقلية الخمسينية ذات نفوذ سياسي واجتماعي بما فيه الكفاية لتسبب بعض المراقبين للتكهن بشأن تأثير كنائس الخمسينية في الانتخابات النيكاراغوية في المستقبل.

## ديموغرافيا

### التركبية الإجتماعية
يلعب الدين دورًا هامًا في المجتمع النيكاراغوي ووتمنح الحكومة المسيحية حماية خاصة في الدستور. ويكفل الدستور الحرية الدينية منذ عام 1939، ويتم الترويج للتسامح الديني من قبل الحكومة والدستور. لا تملك نيكاراغوا دين الدولة. تُعد المسيحية الديانة السائدة في نيكاراغوا إذ يعتنقها 82.6% من السكان ووفقاً لتعداد عام 2005 يعتنق 58.5% من سكان نيكاراغوا المسيحية على مذهب الكاثوليكية بينما يشكل البروتستانت 23.2%. ويعيش في البلاد حوالي 2.6 مليون روماني كاثوليكي أي حوالي 58.5% من مجموع السكان، وينقسم الكاثوليك في البلد إلى سبعة أبرشيات.

### التعداد السكاني
| الديانة           | 1950    | 1950 | 1963      | 1963 | 1995      | 1995 | 2005      | 2005 |
| الديانة           | تعداد   | %    | تعداد     | %    | تعداد     | %    | تعداد     | %    |
| ----------------- | ------- | ---- | --------- | ---- | --------- | ---- | --------- | ---- |
| المسيحية          | 887,183 | 99.9 | 1,254,553 | 99.8 | 3,264,671 | 89.5 | 3,751,269 | 82.6 |
| كاثوليكية         | 851,065 | 95.8 | 1,206,253 | 96.0 | 2,658,887 | 72.9 | 2,652,985 | 58.5 |
| إنجيلية           | -       | -    | -         | -    | 550,957   | 15.1 | 981,795   | 21.6 |
| الكنيسة المورافية | -       | -    | -         | -    | 54,827    | 1.5  | 73.902    | 1.6  |
| البروتستانتية     | 36,118  | 4.1  | 48,300    | 3.8  | -         | -    | -         | -    |
| شهود يهوه         | -       | -    | -         | -    | -         | -    | 42,587    | 0.9  |
| أديان أخرى        | 930     | 0.1  | 2,142     | 0.2  | 73,391    | 2.0  | 74,621    | 1.6  |
| لادينية           | -       | -    | -         | -    | 309,246   | 8.5  | 711,310   | 15.7 |

## الطوائف المسيحية

### الكنيسة الرومانية الكاثوليكية

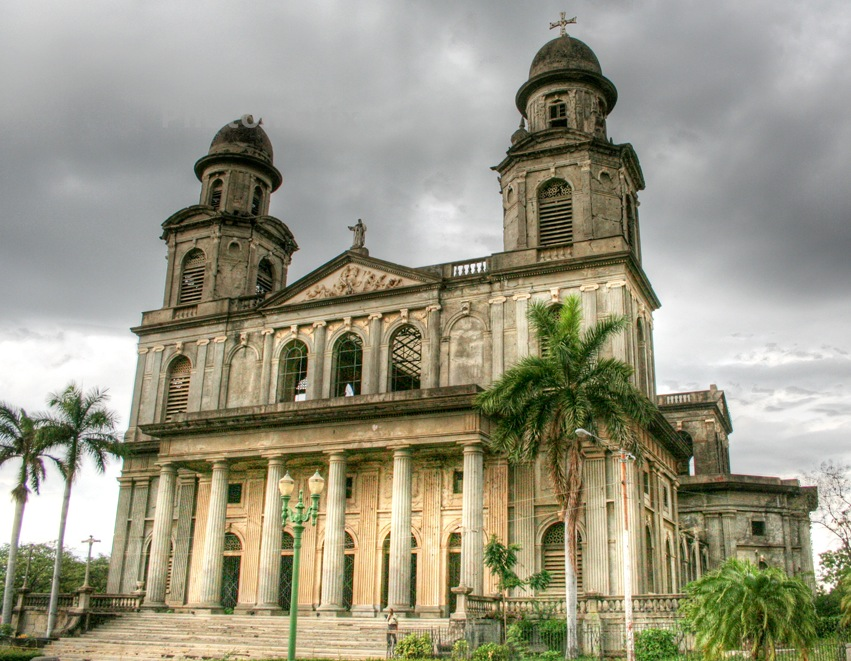
كاتدرائية ماناغوا.

الكنيسة الكاثوليكية النيكاراغويَّة هي جزء من الكنيسة الكاثوليكية العالمية في ظل القيادة الروحية للبابا في روما ومجلس الأساقفة النيكاراغوي. منذ الإستعمار الإسباني، أصبحت نيكاراغوا بلد كاثوليكي. وكانت الكنيسة الكاثوليكية وما زالت تحتل مكانًا هامًا في الحكومة والمجتمع. ويعود تاريخ الكنيسة الرومانية الكاثوليكية في البلاد إلى الحقبة الإستعماريَّة الإسبانيَّة واستمرت كأهم مؤسسة في البلاد في القرن الحادي والعشرين. وتعد الكاثوليكية هي واحدة من الموروثات الرئيسيَّة للحقبة الإستعماريَّة الإسبانية، إلى جانب الإسبانية كلغة الأمة. بحسب تعداد السكان عام 2005 يعتنق 58.5% من سكان نيكاراغوا المسيحية على مذهب الكاثوليكية، ويتوزع كاثوليك البلاد على سبعة أبرشيات وأسقفيَّة واحدة. وتضم الكنيسة الكاثوليكية على شبكة واسعة من المدارس والجامعات والمستشفيات الكاثوليكية إلى جانب المطابع الكاثوليكية العاملة في البلاد، وكانت ماناغوا موطنًا لمحطة إذاعية كاثوليكية.
منذ عقد 1950 شهدت البلاد زيادة في أعداد أتباع الكنائس الخمسينية على حساب الكنيسة الكاثوليكية، حيث تحول العديد من الفقراء الكاثوليك إلى المذهب الإنجيلي. في حين تبقى القاعدة الكاثوليكية السائدة بين سكان المدن والنساء وأبناء الطبقات العليا والوسطى، أي أولئك الذين يترددون على الطقوس الدينية بانتظام ويحصلون على الأسرار السبعة المقدسة بانتظام. يميل النيكاراغويين من الطبقات الدنيا إلى التدين، في حين يمارسون الحد الأدنى من الأسرار السبعة المقدسة مثل المعمودية وطقوس الجنازة. ولكن لديهم إيمان قوي بالقوة الإلهية على الشؤون الإنسانية، وهو ما ينعكس في استخدام عبارات مثل «إن شاء الله» أو «إذا كانت رغبة الله». وعلى الرغم من تحول العديد من الكاثوليك للمذهب الإنجيلي في العقود الأخيرة لا تزال الهيئات الرومانية الكاثوليكية تسيطر على جزء كبير من نظام التعليم، ولا سيَّما المؤسسات الخاصة التي تخدم معظم طلاب الطبقة العليا والوسطى. ولا تزال المظاهر الثفافية الكاثوليكية مسيطرة على المشهد الثفافي المحلي ويتجلى بقيام معظم المدن والبلدات والقرى سنويًا بالاحتفال بالقديسين الشفعاء.

### البروتستانتية

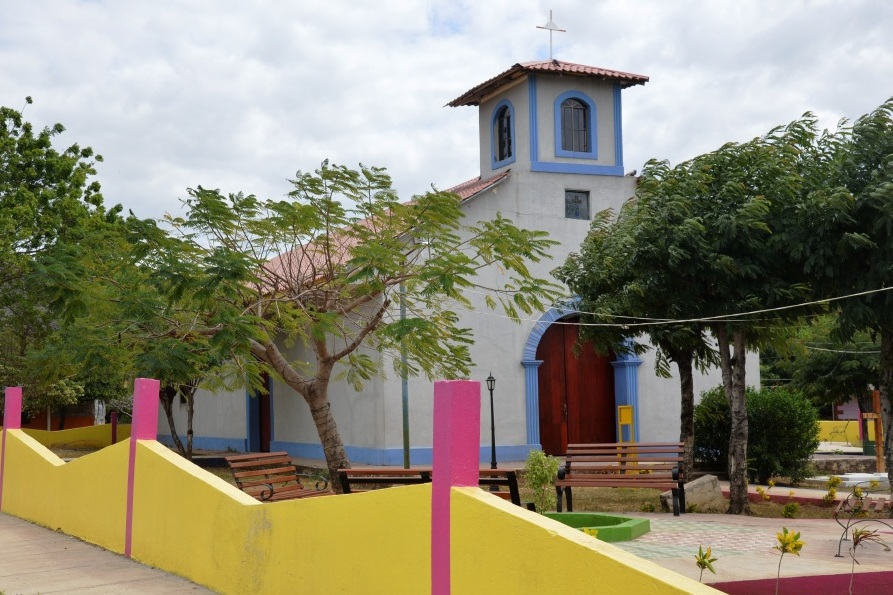
كنيسة الجيكارال.

وصلت البروتستانتية إلى نيكاراغوا خلال القرن التاسع عشر، ولكن اكتسبت الطوائف البروتستانتية أتباعًا فقط خلال القرن العشرين خصوصًا في مناطق ساحل البحر الكاريبي. وبحلول عام 1990 كان أكثر من 10% من سكان البلاد من البروتستانت. وتشمل الطوائف البروتستانتية الكنيسة المورافية وكنيسة الله الخمسينية وكنيسة الناصريين والكنيسة السبتية. وقد أنشئت معظم هذه الكنائس من خلال جهود مبشرين قادمين من الولايات المتحدة، وعلى الرغم من أنها الآن مستقلة مؤسسيًا ويقودها سكان محليين، فإنها ما تزال تحتفظ بصلات قوية مع أعضاء من نفس المذهب في الولايات المتحدة.
تعد الكنيسة المورافية أقدم المذاهب البروتستانتية في البلاد، حيث أنشئت لأول مرة في ساحل الكاريبي في أواخر القرن التاسع عشر، وهي اليوم الإيمان المهيمن بين سكان المنطقة. حيث أن جميع سكان ساحل البعوض من أتباع الكنيسة المورافية تقريبًا. ويلعب الرعاة المورافيون دورًا قياديًا بارزا في مجتمعات مسكيتو. بدأت الكنيسة المعمدانية العمل التبشيري في عام 1917. وتتركز عضوية الكنيسة المعمدانية النيكاراغوية في منطقة المحيط الهادئ، وبين أبناء الطبقة الوسطى بشكل كبير. يعود حضور كنيسة جمعيات الله الخمسينية إلى عام 1926، وهي من أكبر الطوائف الخمسينية. ويتركز أتباعها بين فقراء المناطق الحضرية والريفية، وتعرف الكنيسة بمساعدة القادمين الجدد من الريف على التكيف مع حياة المدينة، ويوجهون العديد من المهاجرين إلى جماعاتهم. وقد نمت أعداد البروتستانت من 3 في المائة من مجمل السكان في عام 1965 إلى أكثر من 20 في المائة في عام 1990.

### الكنائس المسيحية الشرقية
بسبب الهجرة المسيحية من الشرق الأوسط إلى الأمريكيتين هناك وجود ملحوظ لأتباع الكنائس المسيحية الشرقية وهناك جالية مسيحية عربية مندمجة بشكل كبير في المجتمع؛ وأغلبهم مسيحيين فلسطينيين ويعملون خاصًة في التجارة والصيرفَة. يعود أصول الغالبية الساحقة من العرب المسيحيون في نيكاراغوا أساسًا إلى ما هو الآن بلاد الشام، والغالبية العظمى منهم أتباع الكنائس المسيحية الشرقية والكنيسة الرومانية الكاثوليكية. كثيرًا ما يطلق على العرب مصطلح توركوس ويرجع ذلك إلى حقيقة أن العديد من الدول العربية كانت تحت سيطرة الدولة العثمانية في الوقت الذي بدأت فيه موجة الهجرة الكبيرة، ودخل معظم العرب الشوام إلى البلاد مع هويات عثمانية وكان قد هرب الكثير من العرب الشوام خاصًة المسيحيين منهم من سياسة التي اتبعتها العثمانيين. وازدادت هجرة المسيحيين الفلسطينيين إلى نيكاراغوا بعد عام 1948 وتأسيس دولة إسرائيل والذين فروا أو طردوا أثناء حرب 1948، وتعود أصول معظمهم إلى مدينة رام الله والقدس وبيت لحم وبيت جالا وبيت ساحور.

## الإلترام الديني

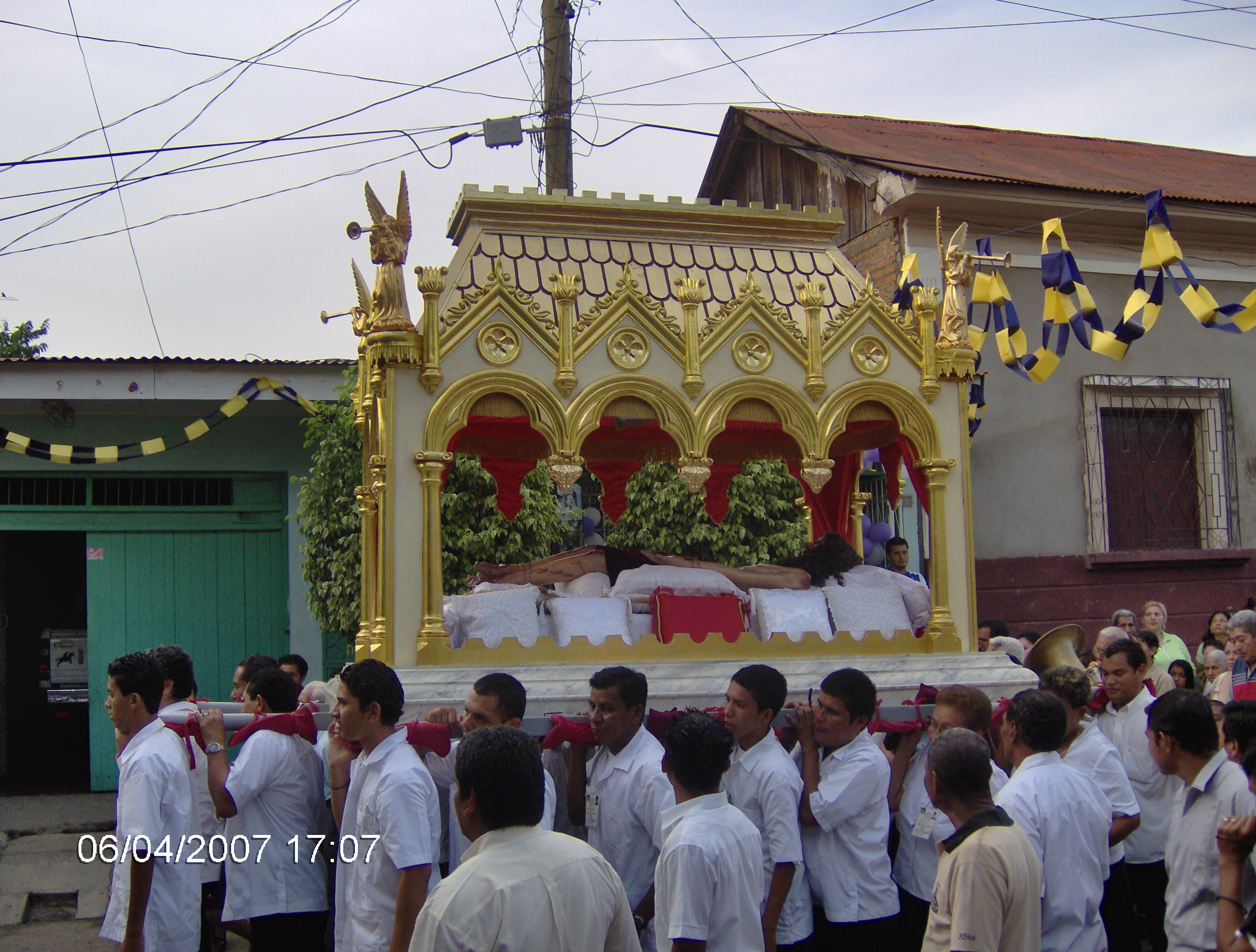
مسيرة الجمعة العظيمة في مدينة ليون.

وجدت دراسة قامت بها مركز بيو للأبحاث عام 2014 أنَّ حوالي 88% من مسيحيي كوستاريكا يعتبرون للدين أهميَّة في حياتهم. ويؤمن 99% من كل من الكاثوليك والبروتستانت بالله، ويؤمن حوالي 72% من الكاثوليك وحوالي 83% من البروتستانت بحرفيَّة الكتاب المقدس، وقد وجدت دراسة قامت بها مركز بيو للأبحاث عام 2014 أنَّ حوالي 55% من المسيحيين يُداومون على حضور القداس على الأقل مرة في الأسبوع. في حين أنَّ 75% من المسيحيين يُداومون على الصلاة يوميًا.
وجدت دراسة قامت بها مركز بيو للأبحاث عام 2014 أن البروتستانت هي المجموعات الدينية التي تملك أعلى معدلات حضور وانتظام للطقوس الدينية مع وجود أغلبية من الملتزمين دينيًا. عمومًا يعتبر البروتستانت الإنجيليين أكثر تدينًا من الكاثوليك؛ وقد وجدت دراسة قامت بها مركز بيو للأبحاث عام 2014 أنَّ حوالي 80% من البروتستانت يُداوم على الصلاة يوميًا بالمقارنة مع 74% من الكاثوليك. ويقرأ حوالي 72% من البروتستانت الكتاب المقدس أسبوعيًا على الأقل بالمقارنة مع 46% من الكاثوليك. ويُداوم 71% من البروتستانت على حضور القداس على الأقل مرة في الأسبوع بالمقارنة مع 47% من الكاثوليك. ويصُوم حوالي 61% من البروتستانت خلال الصوم الكبير بالمقارنة مع 32% من الكاثوليك. ويُقدم حوالي 66% من البروتستانت الصدقة أو العُشور، بالمقارنة مع 34% من الكاثوليك. وقال حوالي 40% من البروتستانت أنهم يشتركون في قيادة مجلس الكنيسة أو مجموعات صلاة صغيرة أو التدريس في مدارس الأحد، بالمقارنة مع 22% من الكاثوليك.

### القضايا الإجتماعية والأخلاقية
عمومًا يعتبر البروتستانت أكثر محافظة اجتماعيًة بالمقارنة مع الكاثوليك؛ يعتبر حوالي 94% من البروتستانت الإجهاض عمل غير أخلاقي بالمقارنة مع 87% من الكاثوليك، ويعتبر حوالي 92% من البروتستانت المثلية الجنسية ممارسة غير اخلاقية وخطيئة بالمقارنة مع 78% من الكاثوليك، حوالي 94% من البروتستانت يعتبر شرب الكحول عمل غير أخلاقي بالمقارنة مع 83% من الكاثوليك، ويعتبر حوالي 75% من البروتستانت العلاقات الجنسية خارج إطار الزواج ممارسة غير أخلاقية بالمقارنة مع 53% من الكاثوليك، ويعتبر حوالي 53% من البروتستانت الطلاق عمل غير أخلاقي بالمقارنة مع 61% من الكاثوليك.

## معرض الصور

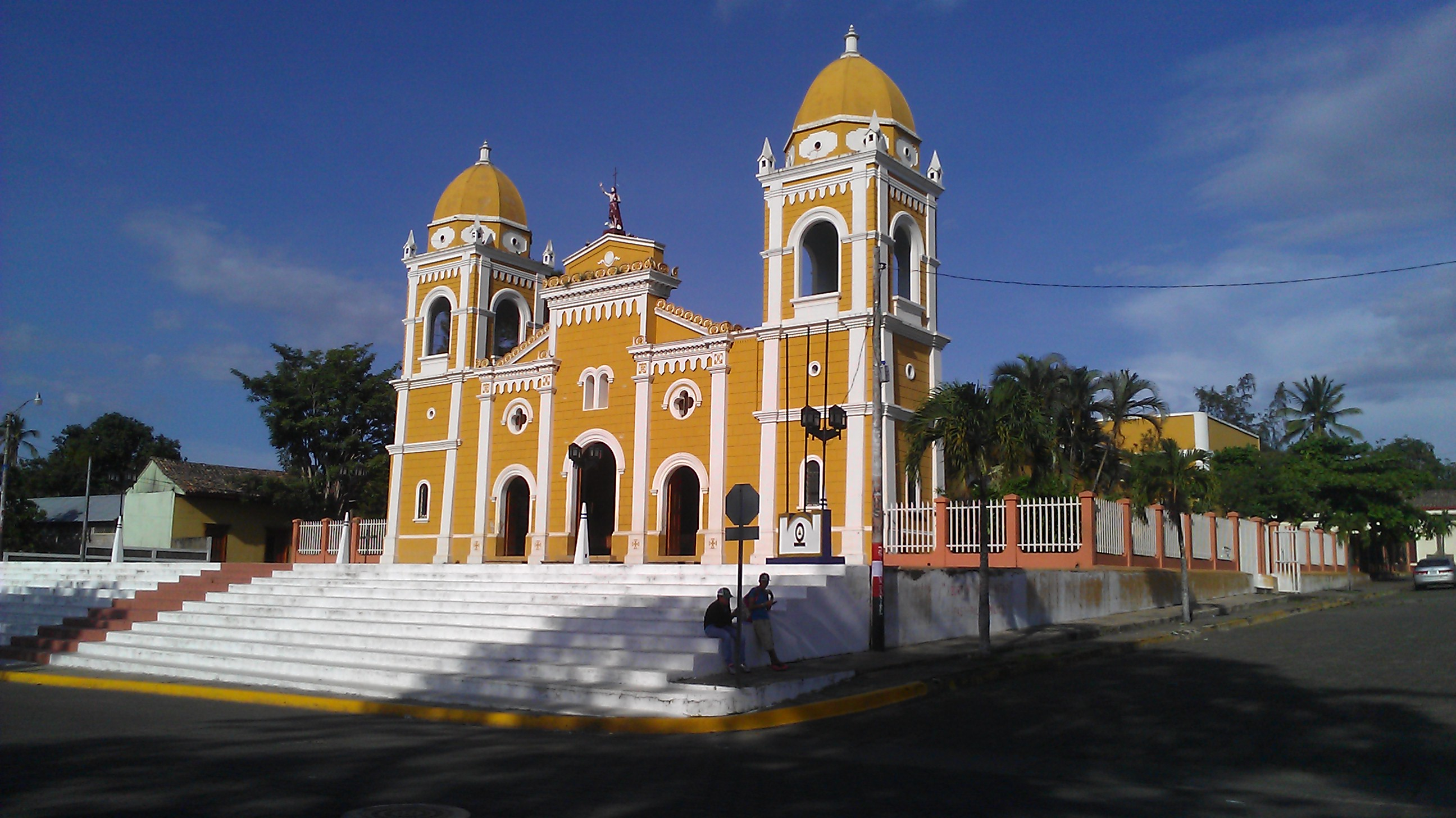
كنيسة القديس يوحنا في إدارة مسايا
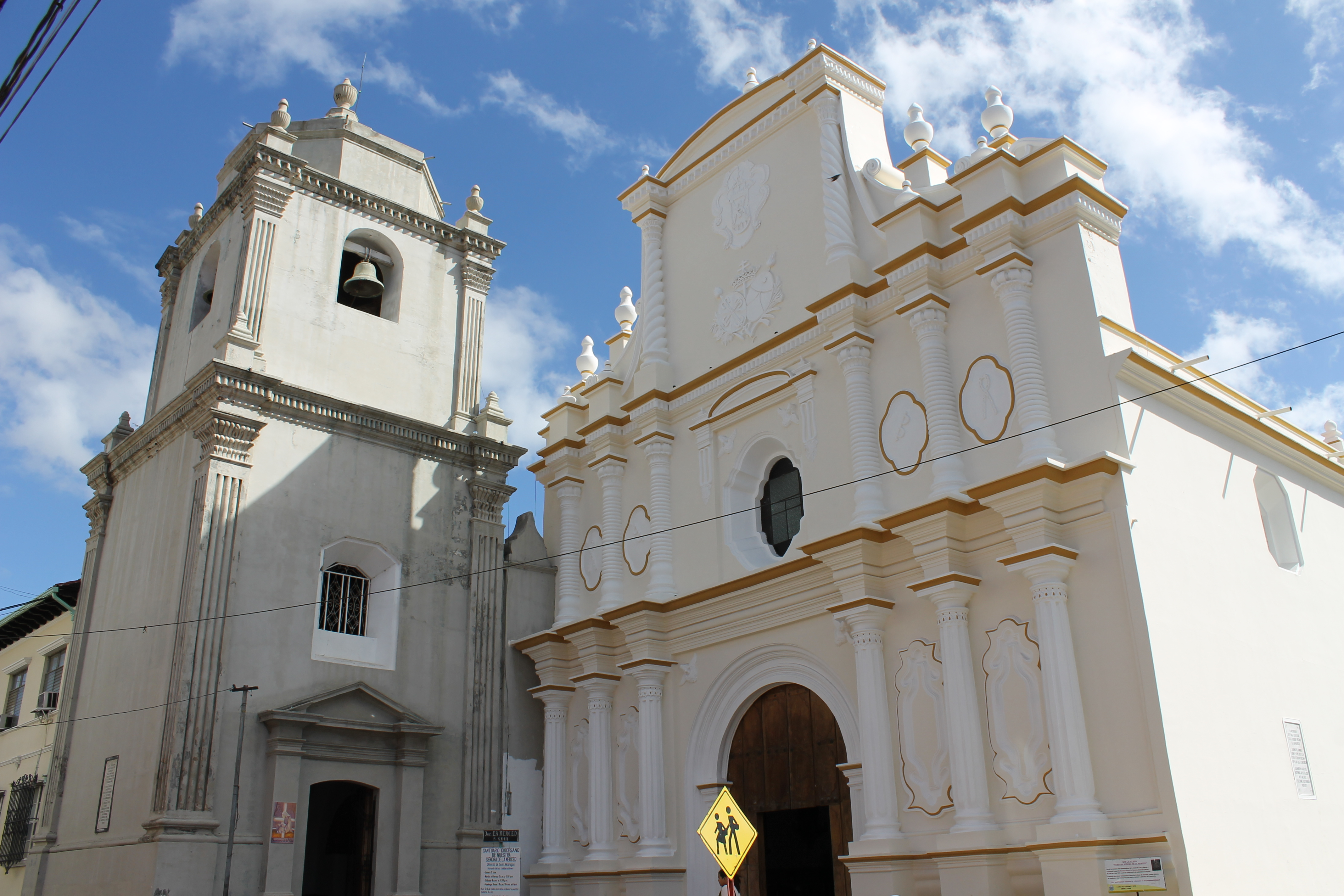
كنيسة سيدة لا ميرسيدا في مدينة ليون
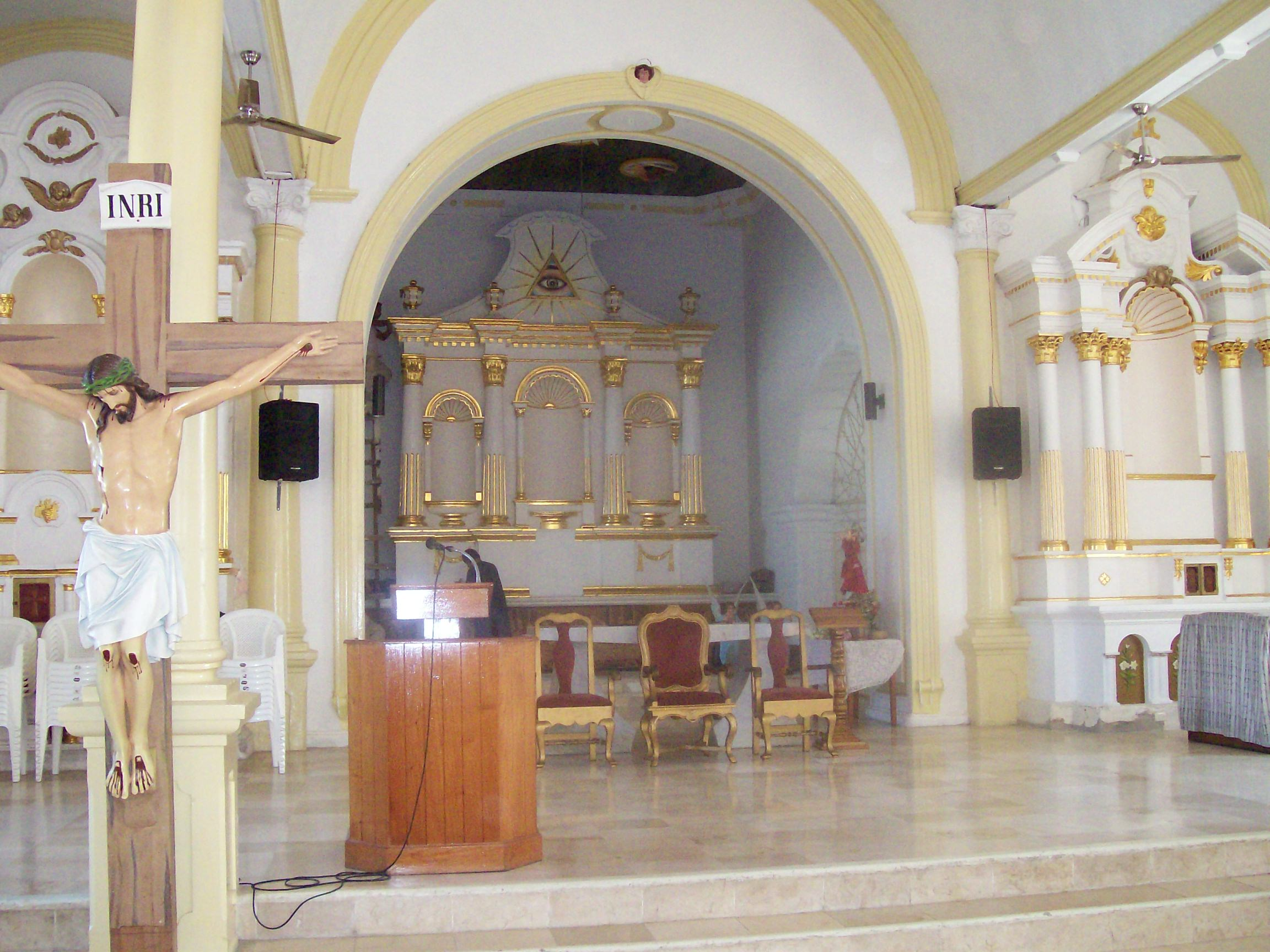
داخل كنيسة القديس يعقوب في بواكو
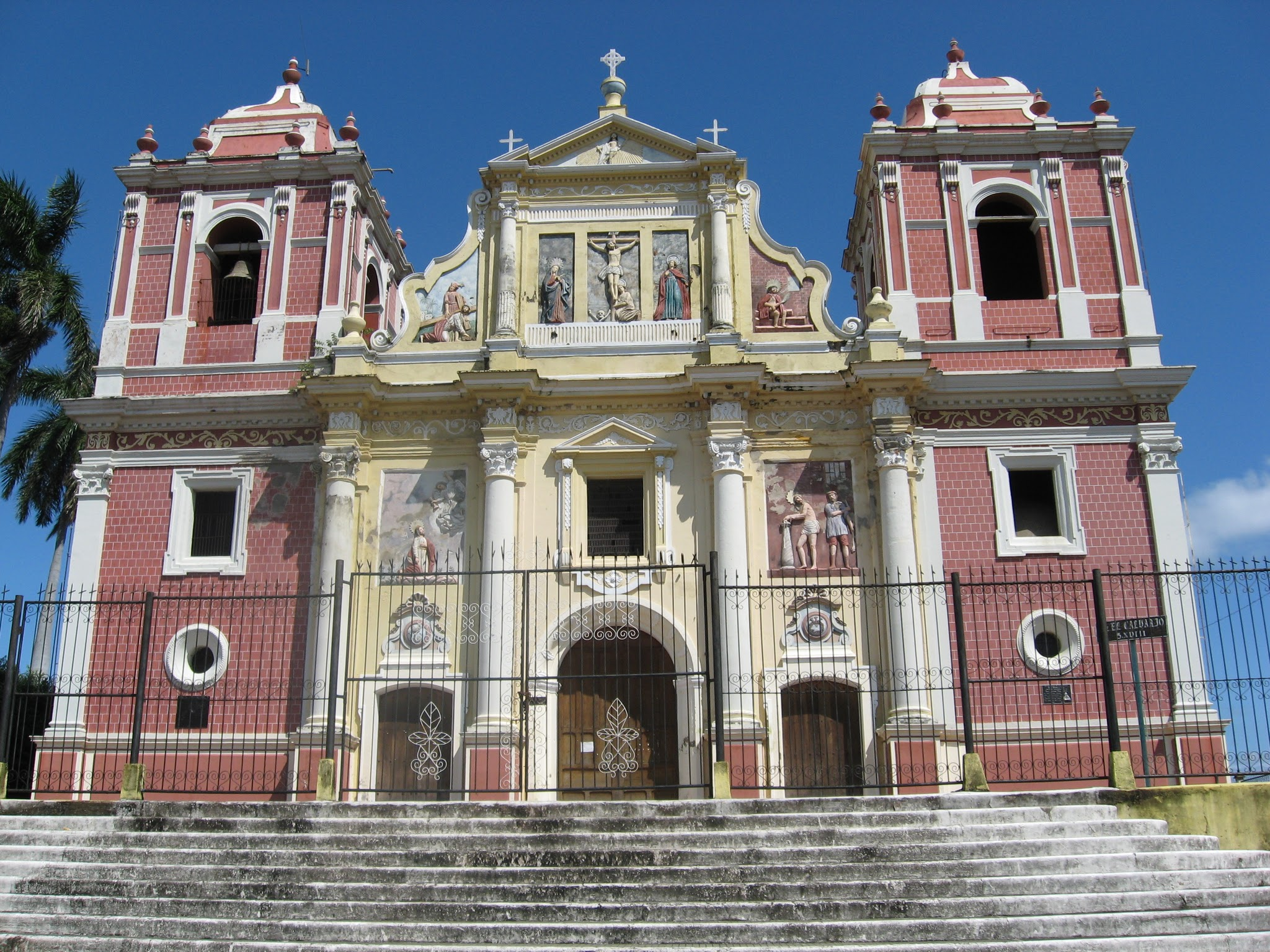
كاتدرائية الجلجثة في مدينة ليون
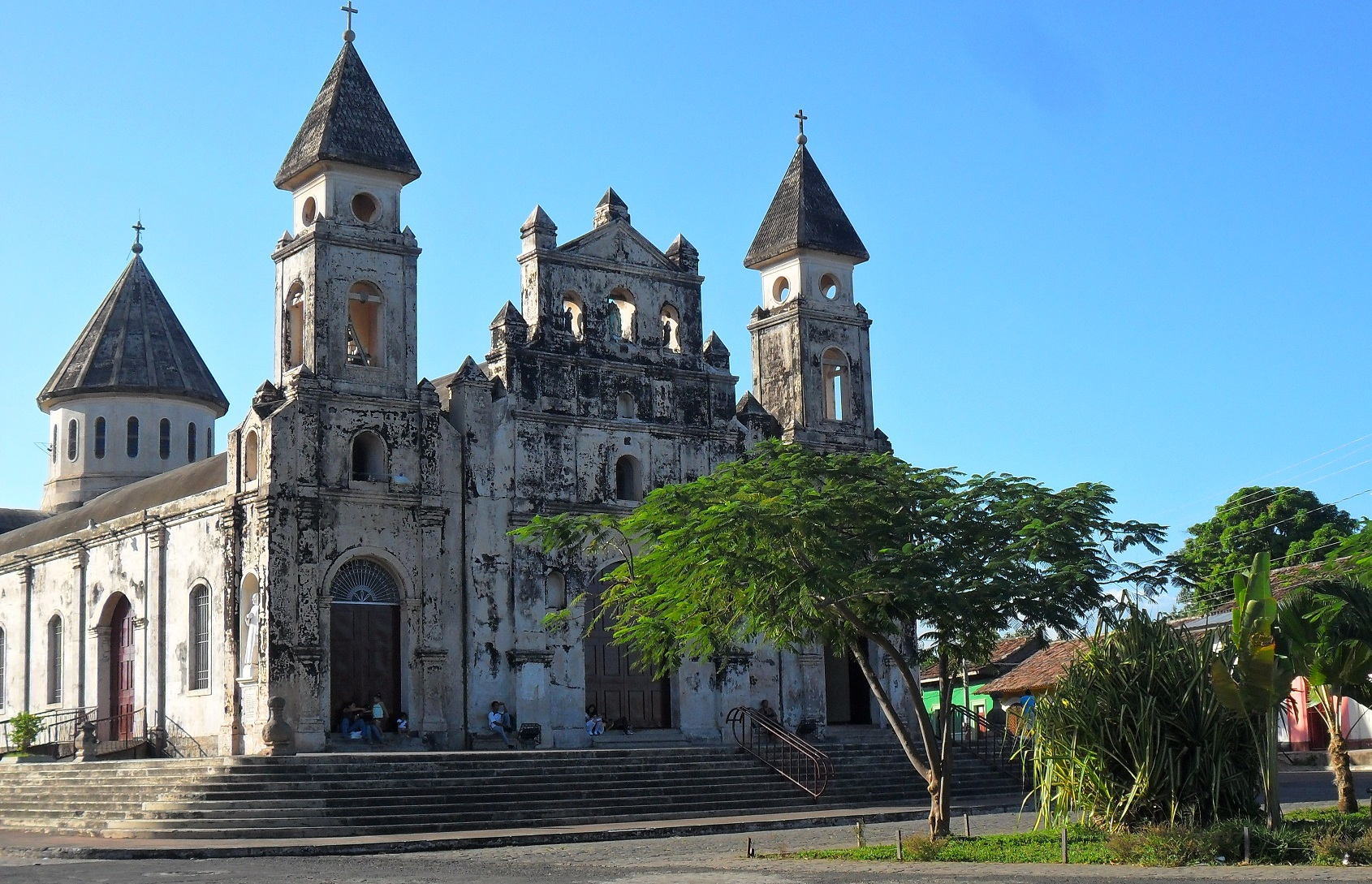
كنيسة كاثوليكية في ماناغوا
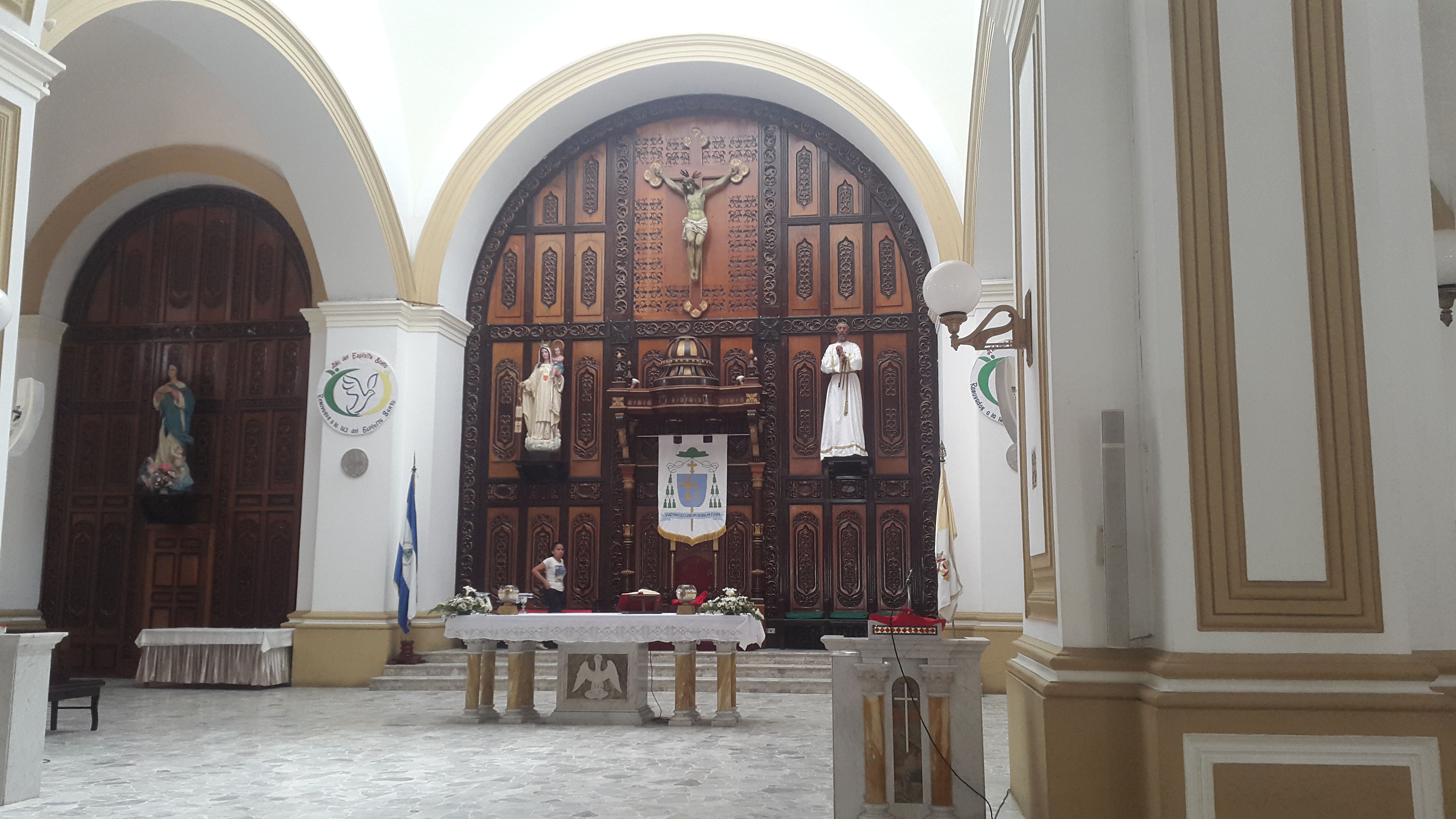
داخل كنيسة في ماتاغلبا
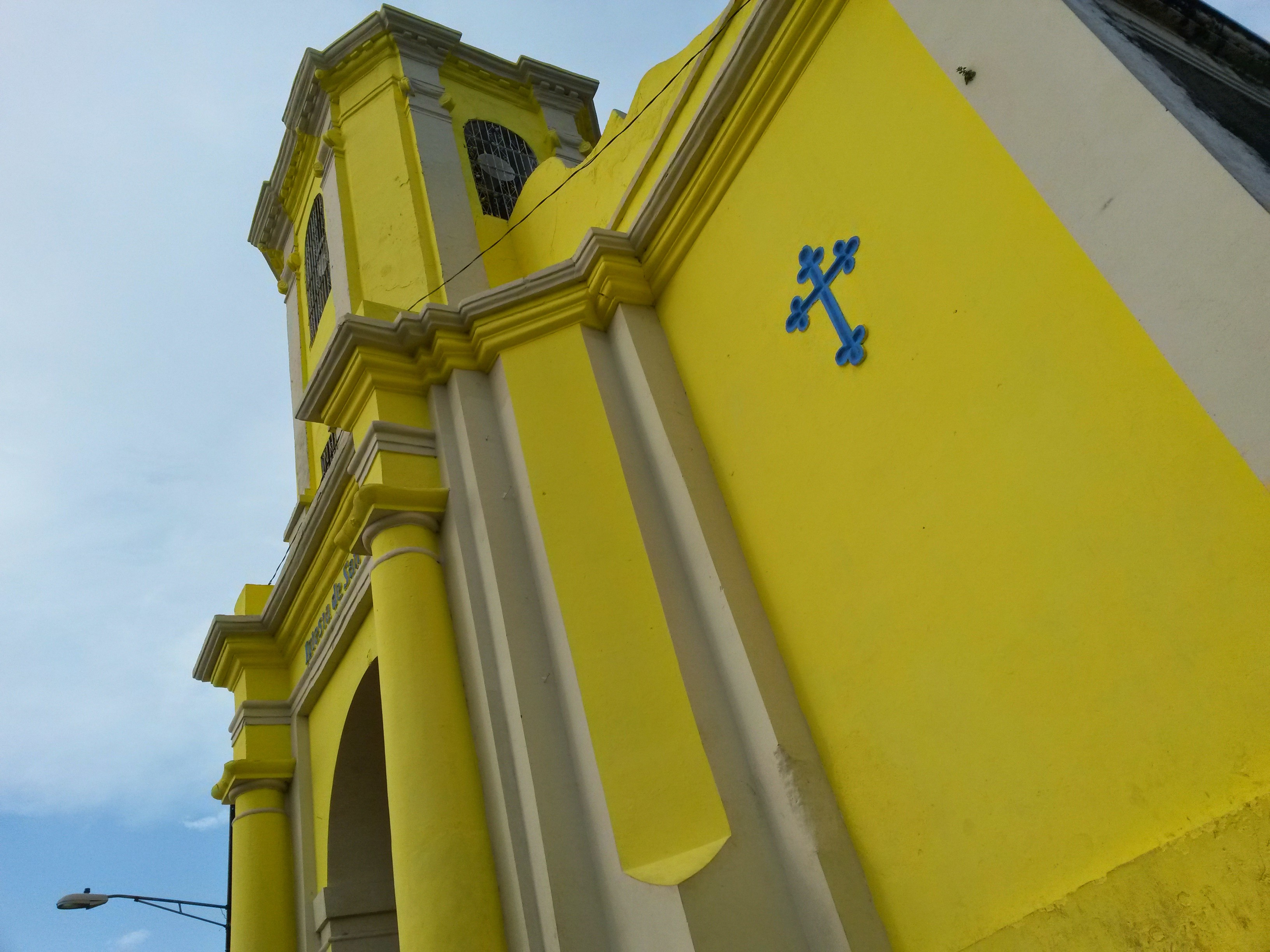
داخل سان بلاز في شيشيغالبا
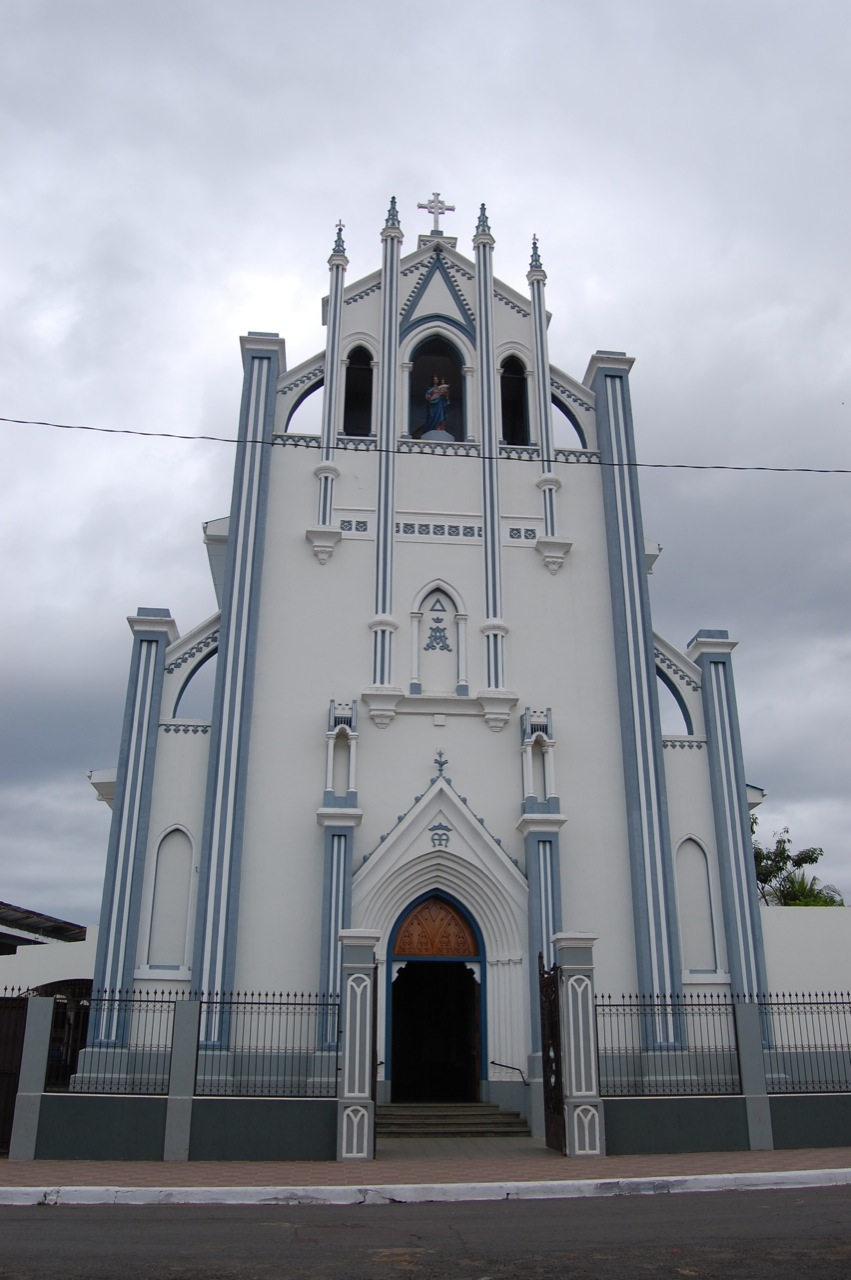
كنيسة كاثوليكية في مدينة جرينادا
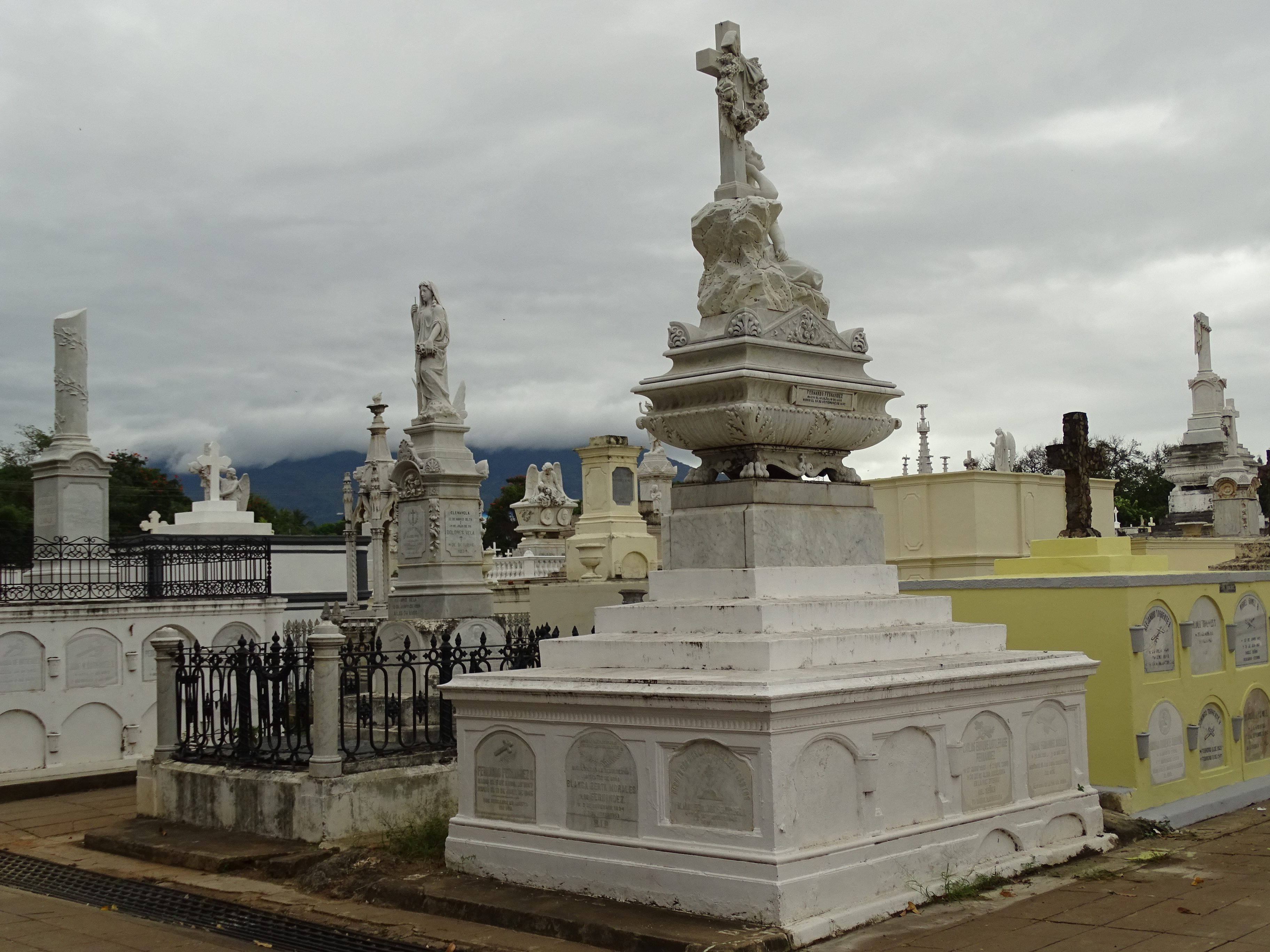
مقبرة مسيحية في مدينة جرينادا
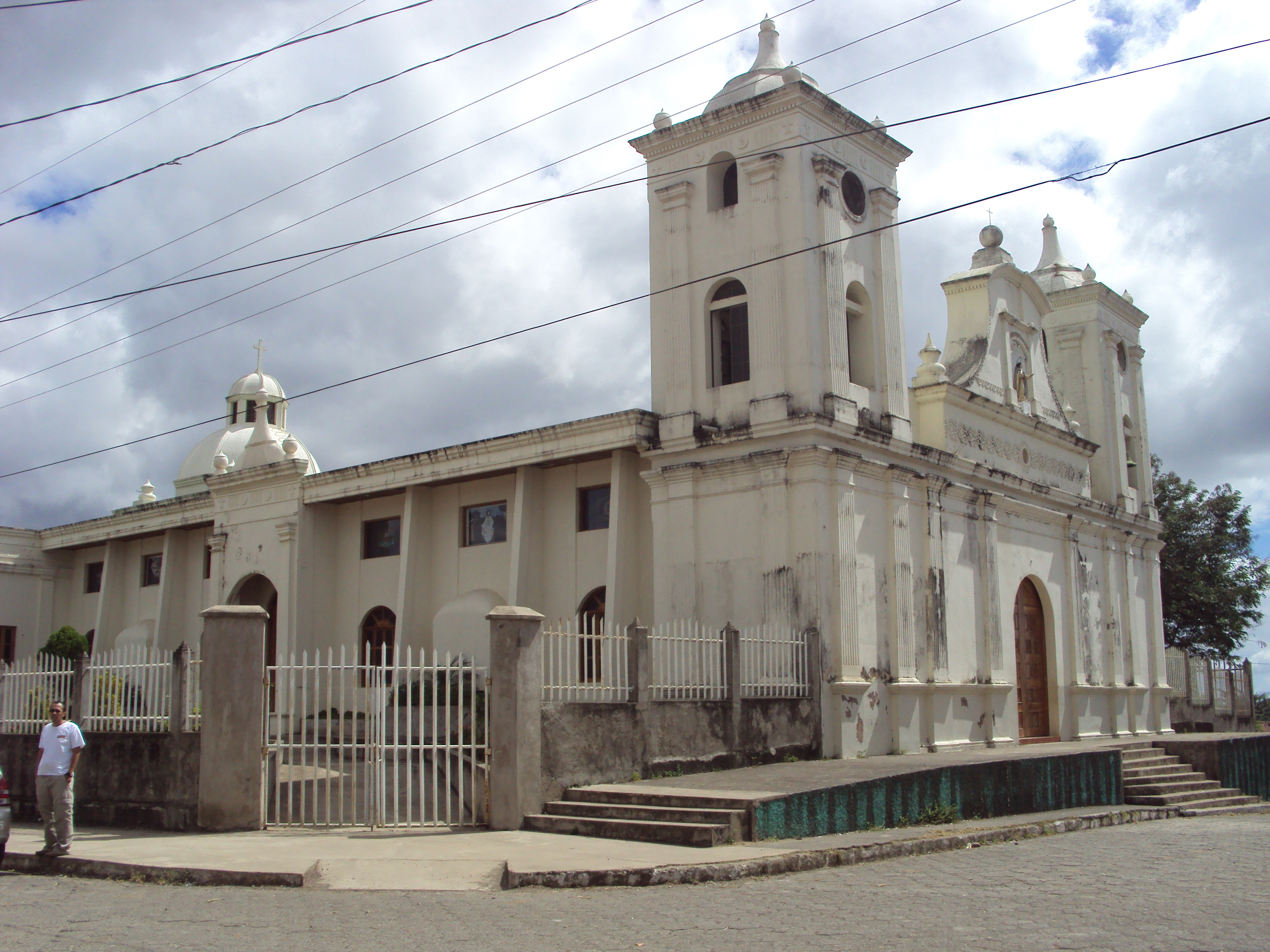
كنيسة القديسة تريزا الطفل يسوع في إدارة كارازو